# Zones boisées et forêts méditerranéennes
Ne doivent pas être confondues avec le biome des forêts, zones boisées et maquis méditerranéens, auquel elles appartiennent.
Localisation
Les zones boisées et forêts méditerranéennes forment une écorégion terrestre définie par le Fonds mondial pour la nature (WWF), qui appartient au biome des forêts, zones boisées et maquis méditerranéens de l'écozone paléarctique. Elle comprend les plaines et les régions vallonnées de basse et moyenne altitude de la moitié nord du Maroc (y-compris les enclaves espagnoles de Ceuta et Melilla), de l'Algérie et de la Tunisie, ainsi qu'une extension isolée à l'extrémité septentrionale de la Cyrénaïque (Libye).
La variété des substrats et des climats conduit à un mélange de végétation très diversifié, comprenant notamment des forêts de chênes verts, des forêts de chênes-lièges, des forêts claires d'oliviers sauvages et de caroubiers, ainsi qu'une vaste forêt de thuyas de Barbarie. La région abrite de nombreux reptiles et plusieurs grands mammifères, comme le rare et menacé léopard de Berbérie. L'écorégion accueille néanmoins une forte population humaine et la déforestation y est très étendue.